# Karl Rabofsky
Die Karl Rabofsky GmbH ist ein von Karl Rabofsky im Jahr 1896 in Schöneberg bei Berlin gegründeter Maschinenbaubetrieb, der sich auf Falt- bzw. Plissiermaschinen spezialisiert hat. Die Rabofsky GmbH ist Teil der VMP Auxilium Group GmbH aus Kaltenkirchen.

## Geschichte
Karl Rabofsky (ursprünglich Rabovszky geschrieben) eröffnete im Jahr 1896 in der Schöneberger Steinmetzstraße 64 eine Plisseepapierfabrik. Bald stellte Rabofsky für das Papierfalten eigene Maschinen her und betrieb nur noch die Maschinenbaufabrik. Die Maschinen wurden nun in einer Fabrik in der damaligen Belle-Alliance-Straße 92 im seinerzeitigen Berlin SW 61 montiert. Dagegen spaltete sich die Rabofsky Nachfolger, eine Plisseebrennerei in der Alten Jakobstraße 61, ab.
Das Maschinenbau-Unternehmen war aber weiterhin mit der Plissee- oder Plissiermaschinen-Produktion auf dem Markt. Der Fabrikant und nachfolgende Geschäftsführer Aladar Rabofsky wohnte in der Nähe des Werkes in der Kreuzbergstraße 71.
Nach dem Ende des Zweiten Weltkriegs setzte die bisherige Firma K. Rabofsky-Plissiermaschinen ihre Produktion fort. Sie befand sich nun aber in der Kreuzbergstraße 7, nahe dem früheren Wohnort des Unternehmers.
Anfang der 1960er Jahre erfolgte der Umzug zum Mehringdamm 30. Hier firmierte der Betrieb bis Mitte der 1990er Jahre weiter unter Karl Rabofsky GmbH, Plissee-Maschinenfabrik.
Drei Mitarbeiter der Berliner Firma (Clemens M. Lehmann, Erwin Feiten und Erich E. zur Nieden) ließen im Jahr 1982 die von ihnen entwickelte Plissiermaschine (Pleating machine) patentieren.
Als gegen Ende des Jahrhunderts immer öfter technische Anlagen mit Luftfiltern zur Anwendung kamen, begann die Firma auch mit der Herstellung von Faltmaschinen, mit denen Filter für verschiedenste Einsatzbereiche produziert werden konnten: beispielsweise Filter für die Luftreinigung in medizinischen Einrichtungen, Innenräumen allgemein und Laboren, Filter für Autoabgase, Filter für Klimaanlagen. Sie entwickelten dazu jedes Mal die passenden Filtermaterialien.
Das Motto lautet: „Wir kümmern uns um ihre Falten!“
Alle Maschinen wurden und werden von eigenen Ingenieuren entwickelt, in großen Stückzahlen produziert und gingen und gehen an Industrieabnehmer in Deutschland, in Europa und in das übrige Ausland.
Das Maschinenbauunternehmen Karl Rabofsky GmbH verlegte seine Produktionsstätte in den 2010er Jahren nach Berlin-Marienfelde, in die Motzener Straße 10a. Hier war im Auftrag der Firmenleitung eine moderne dreigeschossige Produktionshalle mit gläsernem Sheddach gebaut worden.
Als ab Frühjahr 2020 wegen der Corona-Pandemie die Monteure und Vertreter der Firma ihre Geschäftspartner nicht mehr besuchen durften und der Export auf 75 % zurückgegangen war, beschloss das Management, die Produktion um Gesichtsmasken in FFP2-Qualität zu erweitern, die Probeherstellung lief im April 2020 an. Außerdem beschaffte und lieferte das Unternehmen 1,7 Millionen aus China importierte Mund-Nasenschutz-Masken an die Kassenärztliche Vereinigung aus. Später wurden mit einem Investitionsaufwand von rund einer Million Euro zusammen mit dem Sondermaschinenbau Ruhlamat neue Produktionsanlagen samt der nötigen Messgeräte entwickelt. Die Produktion der FFP2-Masken, die bis zu zwölf Millionen pro Jahr erhöht werden konnte, lief ab September 2020. Die Masken mit der Typenbezeichnung RM-20-CPA-1 sind vom Landesamt für Arbeitsschutz, Gesundheitsschutz und technische Sicherheit Berlin – LAGetSi zertifiziert worden. Die neuen Atemfilter tragen das CE-Zeichen.
Ende Dezember 2020 ging eine zweite Maskenmaschine aus Marksuhl in Betrieb. Die durchschnittliche Tagesproduktion lag bei 90.000 Stück (Stand: Mitte Februar 2021). Wegen der Nachfrage betrieb das Unternehmen ab März 2021 einen Online-Shop. Nach der Website der Firma (Stand 25. März 2024) werden drei Jahre später keine Atemmasken mehr angeboten.

## Produkte (Auswahl)
- Pleatmaster, elektronisch gesteuerte Plissiermaschine mit Arbeitsbreiten zwischen 600 und 3200 mm
- Messerfaltmaschinen zur harmonikaartigen Faltung von Papier und Karton, von Textilien, Leder- und Kunstleder (beispielsweise für Lampenschirme, Vorhänge, Akkordeonbälge)[21][22]
- kundenspezifische Anpassungen möglich
- technische Filter und ggf. Atemmasken